# Oberherrnhausen

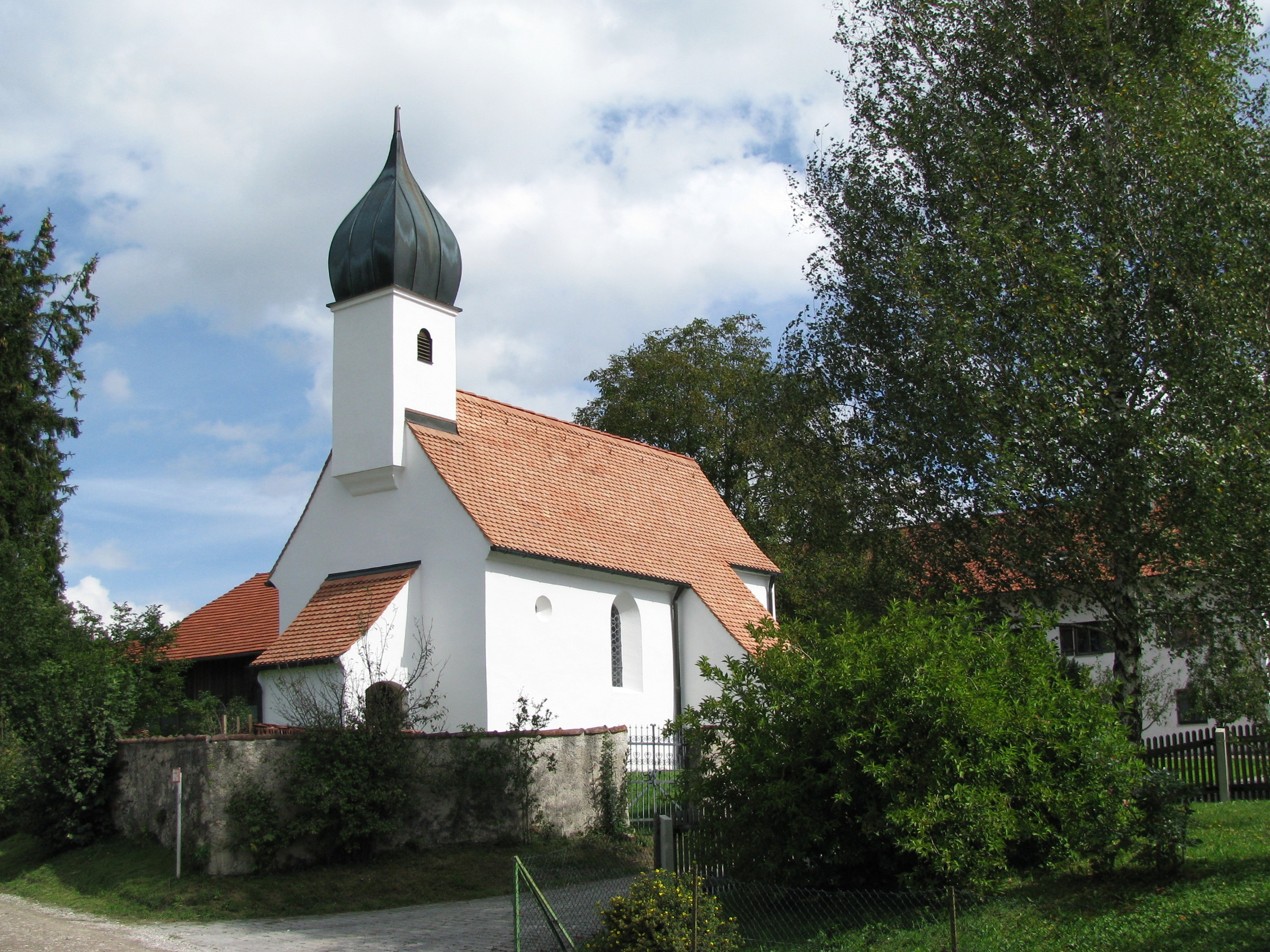
St. Vitus in Oberherrnhausen

Oberherrnhausen ist ein Gemeindeteil der oberbayerischen Gemeinde Eurasburg im Landkreis Bad Tölz-Wolfratshausen. Das Dorf liegt circa zwei Kilometer südöstlich von Eurasburg. Oberherrnhausen wurde im Jahr 1978 als Teil der ehemals selbständigen Gemeinde Herrnhausen zu Eurasburg eingemeindet.

## Baudenkmäler
Siehe: Liste der Baudenkmäler in Oberherrnhausen